# Patrick Landau
Patrick Landau (Boulogne-Billancourt, 5 settembre 1945 – Saint Martin de Peille, 3 ottobre 2007) è stato un tennista monegasco.

## Biografia
Patrick Landau nacque pochi mesi dopo il matrimonio dei suoi genitori Janine Marie-Louise Regnart (1916-1994) e Vladimir Landau (1902-1971). Suo padre era un tennista professionista di origine russa. Ha trascorso tutta la sua carriera a Monaco.

## Carriera sportiva
Patrick Landau è stato un membro importante del team Coppa Davis di Monaco. Patrick Landau studiò alla Brigham Young University ed ha giocato per i BYU Cougars, con cui si laureò campione della Western Athletic Conference. Tra il 1960 e il 1962, parteciò a Wimbledon come juniores. Nel 1967 disputò gli Internazionali di Francia, dove perse al primo turno contro lo iugoslavo Zdravko Mincek.